# Xoraxane-Roma
Xoraxane-Roma auch Horahane-, Khorakhane-, Korane-Roma (von „Koran“), Xoraxaia (Plural), ist ein Religionym (auf der Religion basierende Volksbezeichnung) für Roma, die während des Osmanischen Reichs den muslimischen Glauben angenommen haben. Die meisten Xoraxane-Roma leben auf dem Balkan und in der Türkei. Von der Mehrheitsbevölkerung auf dem Balkan werden muslimische oder Türkisch sprechende Roma auch als turski tsigani, turkogifti oder țigani turci („türkische Zigeuner“) bezeichnet. Das andere Religionym ist der Romani-Oberbegriff für nicht-muslimische Roma: Dasa-Roma oder Dasikane-Roma.

## Geschichte
Schon zur Zeit des Sultanats der Rum-Seldschuken konvertierten einige Romagruppen in Anatolien zum Islam und begannen, die türkische Sprache zu sprechen. Diese Gruppe bestand aus vier Clans und wurde im Türkischen als Türkmen Kipti bezeichnet. Später im Osmanischen Reich wurden muslimische Roma aus Anatolien auf dem Balkan angesiedelt, insbesondere auf dem Gebiet des heutigen Griechenlands, Bulgariens sowie Rumäniens (Dobrudscha). Während der Zeit des Osmanischen Reiches konvertierten auch auf dem Balkan christlich-orthodoxe Roma zum Islam, behielten aber ihren Romanidialekt bei oder sprachen nur Albanisch.

## Gegenwart
Türkisch sprechende Roma, die seit mehreren Jahrhunderten der Romanisprache nicht mehr mächtig sind, betrachten sich selbst oft als Türken und leben hauptsächlich in der Türkei, Bulgarien, Rumänien (Dobrudscha) sowie in Griechenland (Westthrakien) sowie in einigen Teilen Nordmazedoniens und eine Gruppe im Kosovo. Die Xoraxane sind eine heterogene Gruppe von Roma. Manche Gruppen sprechen nach wie vor Romani, andere nur Albanisch oder Türkisch.
Ein gutes Beispiel sind die Türkisch sprechenden muslimischen Roma in der Dobrudscha. Sie kamen aus anderen Gegenden des Osmanischen Reiches und von der Krim, siedelten sich im 16. Jahrhundert in der Dobrudscha an, vermischten sich mit dort lebenden Türken und werden von den christlichen Roma in Rumänien als Türken bezeichnet. Es handelt sich bei dieser Xoraxane-Gruppe also nicht um vormals christliche rumänische Vlachroma.
Während des Bevölkerungsaustausch zwischen Griechenland und der Türkei mussten mehrere tausend Türkisch sprechende muslimische Roma Griechenland verlassen und siedelten sich in der Türkei an, ausgenommen die muslimischen Roma in Westthrakien, die dort zusammen mit den Westthrakientürken und Pomaken die muslimische Minderheit Griechenlands bilden. Muslimische Roma sind in einigen Ländern der Balkanhalbinsel Antiziganismus und Islamfeindlichkeit gleichermaßen ausgesetzt.
Während der Jugoslawienkriege aus dem damaligen Jugoslawien geflohene Roma bilden in Düsseldorf eine muslimische Gemeinde um eine Moschee.